# Michaela Meijer
Michaela Meijer (Gotemburgo, 30 de julio de 1993) es una atleta sueca especializada en el salto con pértiga.

## Carrera deportiva
Meijer comenzó con el atletismo a los nueve años y con el salto con pértiga en 2006, a los 13 años. En 2008 llegó a saltar 3,91 metros en pruebas en exterior. Al año siguiente alcanzaría las cotas de 4,10 m. en interior y 4,18 m. en exterior.
En el Campeonato Mundial Juvenil de Atletismo de Bresanona (Italia), en julio de 2009, Meijer consiguió ser medallista de plata tras saltar la marca de 4,10 metros, después de su compatriota Angelica Bengtsson, que llegó a los 4,32 metros. Al año siguiente, también en julio, participó en el Campeonato Mundial Júnior de Atletismo que tuvo lugar en Moncton (Canadá). Llegó a liderar la ronda clasificatoria, con un salto de 3,95 metros. Pasó a la ronda final pero en el intento previo se lesionó, impidiendo poder competir en el último eslalon. Pese a su ausencia en la misma, la competición la clasificó dentro de la final, en el decimotercer puesto. En el Campeonato de Suecia en agosto de este año, se llevó a casa la medalla de plata con 4,13 metros después de Hanna-Mia Persson.
En el Campeonato Europeo de Atletismo Sub-20 en Tallin (Estonia), en julio de 2011, Meijer fue eliminada en las eliminatorias con una altura de 4 metros. En el Campeonato de Suecia de 2011, que tuvo lugar en Gävle a mediados de agosto, llegó en bronce con 4,14 metros detrás de Alissa Söderberg (4,19 m.) y Malin Dahlström (4,29 m.).
Entre buena parte de 2012 y durante 2013, Meijer estuvo fuera de las competiciones debido a una lesión en la rodilla. Antes de eso, sin embargo, logró llevarse una medalla de plata en el Campeonato Nacional de Pista Cubierta a principios de 2012 con 4,13 metros, después de Malin Dahlström (4,23 m.).
En 2014, Michaela Meijer, ya mejor físicamente, participó en los campeonatos nacionales de pista cubierta de ese año, volviendo a ganar una medalla de bronce tras conseguir saltar 4,18 metros, una marca alta pero distanciada de la ganadora Angelica Bengtsson (4,58 m) y la subcampeona Malin Dahlström (4,38 m). En el estadio Ullevi de Gotemburgo, estableció un récord personal al aire libre el 29 de junio de 2014 con 4,28 metros.
En el Campeonato Europeo de Atletismo Sub-23 en 2015 se llevó la plata con 4,30 metros después de Angelica Bengtsson, con 4,60 metros. En el Campeonato Europeo de Atletismo en Pista Cubierta, en Praga, estableció un récord personal en las eliminatorias con 4,55 metros el 6 de marzo de 2015; sin embargo, no avanzó a la final, quedando novena. En el Campeonato Mundial de Atletismo de Pekín, avanzó durante la ronda clasificatoria después de romper su récord personal de entonces (4,55 m.) en las eliminatorias. En la final, sin embargo, se rompió a la altura de entrada de 4,35 metros.
Cuando Meijer participó fuera de competencia en el Campeonato de Noruega en Pista Cubierta en marzo de 2016, y mejoró su récord en pista cubierta del año anterior (4,55 m.) saltando 4,60 metros. En junio de ese año volvió a superar su marca personal en exterior, saltando 4,62 metros en Randers (Dinamarca). En el mes de julio, terminó quinta en el Campeonato Europeo de Atletismo de Ámsterdam, con otro salto de 4,55 metros. Más tarde, viajaría con la expedición sueca a Brasil para competir en sus primeros Juegos Olímpicos, donde solo compitió en la fase clasificatoria tras no mejorar su salto de 4,45 metros, quedando en el decimoséptimo puesto de la clasificación general.
En 2017 compitió en el Campeonato Europeo de Atletismo en Pista Cubierta que tuvo lugar en la capital serbia, donde acabó siendo quinta con un salto de 4,55 metros. Posteriormente, participó en el Campeonato Mundial de Atletismo de Londres, en los que fue eliminada en las eliminatorias después de pasar solo 4,35 metros.
Para 2019 participaba en el Campeonato Europeo de Atletismo en Pista Cubierta, celebrado en Glasgow (Escocia), donde terminó octava con salto de 4,45 metros. En octubre viajaba a Doha (Catar) para competir en el Campeonato Mundial de Atletismo, donde su salto de 4,35 metros no le posibilitó pasar a la final, siendo la vigesimoquinta de la general.
En 2021, retomada buena parte de la temporada tras el parón por la pandemia del coronavirus, participó en la nueva edición del Campeonato Europeo de Atletismo en Pista Cubierta de Toruń (Polonia), donde fue novena al lograr una marca de 4,35 metros. En el mes de julio viajó a Tokio (Japón) con el resto de la delegación sueca para participar en sus segundos Juegos Olímpicos. El 2 de agosto compitió en la ronda clasificatoria del salto con pértiga, quedando octava en su serie, con un salto de 4,40 metros, muy lejos en números de los puestos que dejaban paso a la final. En números generales, Meijer quedaría decimosexta.

## Resultados por competición

### Por temporada
| Representando a Suecia | Representando a Suecia                                     | Representando a Suecia | Representando a Suecia | Representando a Suecia | Representando a Suecia |
| ---------------------- | ---------------------------------------------------------- | ---------------------- | ---------------------- | ---------------------- | ---------------------- |
| Año                    | Competición                                                | Lugar                  | Puesto                 | Marca                  |                        |
| 2009                   | Campeonato Mundial Juvenil de Atletismo                    | Bresanona              | 2.ª                    | 4,10 m                 |                        |
| 2010                   | Campeonato Mundial Júnior de Atletismo                     | Moncton                | 13.ª                   | NM                     |                        |
| 2011                   | Campeonato Europeo de Atletismo Sub-20                     | Tallin                 | 13.ª (H)               | 4,00 m                 |                        |
| 2014                   | Campeonato Europeo de Atletismo por Equipos - Superliga    | Braunschweig           | 6.ª                    | 4,25 m                 |                        |
| 2015                   | Campeonato Europeo de Atletismo Sub-23                     | Tallin                 | 2.ª                    | 4,50 m                 |                        |
| 2015                   | Campeonato Europeo de Atletismo en Pista Cubierta          | Praga                  | 9.ª                    | 4,55 m                 |                        |
| 2015                   | Campeonato Mundial de Atletismo                            | Pekín                  | 13.ª                   | NM                     |                        |
| 2016                   | Campeonato Europeo de Atletismo                            | Ámsterdam              | 5.ª                    | 4,55 m                 |                        |
| 2016                   | Juegos Olímpicos                                           | Río de Janeiro         | 17.ª (H)               | 4,45 m                 |                        |
| 2017                   | Campeonato Europeo de Atletismo en Pista Cubierta          | Belgrado               | 5.ª                    | 4,55 m                 |                        |
| 2017                   | Liga de Diamante - BAUHAUS-Galan                           | Estocolmo              | 5.ª                    | 4,15 m                 |                        |
| 2017                   | Campeonato Europeo de Atletismo por Equipos - Primera Liga | Vaasa                  | 6.ª                    | 4,40 m                 |                        |
| 2017                   | Liga de Diamante - London Anniversary Games                | Londres                | 3.ª                    | 4,65 m                 |                        |
| 2017                   | Campeonato Mundial de Atletismo                            | Londres                | -                      | NM                     |                        |
| 2017                   | Liga de Diamante - Birmingham Diamond League               | Birmingham             | 3.ª                    | 4,61 m                 |                        |
| 2017                   | Liga de Diamante - AG Insurance Memorial Van Damme         | Bruselas               | 8.ª                    | 4,55 m                 |                        |
| 2019                   | Campeonato Europeo de Atletismo en Pista Cubierta          | Glasgow                | 8.ª                    | 4,45 m                 |                        |
| 2019                   | Liga de Diamante - BAUHAUS-Galan                           | Estocolmo              | 2.ª                    | 4,47 m                 |                        |
| 2019                   | Liga de Diamante - Athletissima                            | Lausana                | 5.ª                    | 4,57 m                 |                        |
| 2019                   | Liga de Diamante - Müller Anniversary Games                | Londres                | 9.ª                    | 4,55 m                 |                        |
| 2019                   | Liga de Diamante - Müller Grand Prix                       | Birmingham             | 5.ª                    | 4,55 m                 |                        |
| 2019                   | Liga de Diamante - AG Insurance Memorial Van Damme         | Bruselas               | 12.ª                   | 4,41 m                 |                        |
| 2019                   | Campeonato Mundial de Atletismo                            | Doha                   | 25.ª (H)               | 4,35 m                 |                        |
| 2020                   | Liga de Diamante - BAUHAUS-Galan                           | Estocolmo              | 3.ª                    | 4,52 m                 |                        |
| 2020                   | Liga de Diamante - Athletissima                            | Lausana                | 4.ª                    | 4,64 m                 |                        |
| 2021                   | Campeonato Europeo de Atletismo en Pista Cubierta          | Toruń                  | 9.ª                    | 4,35 m                 |                        |
| 2021                   | Liga de Diamante - BAUHAUS-Galan                           | Estocolmo              | 6.ª                    | 4,51 m                 |                        |
| 2021                   | Juegos Olímpicos                                           | Tokio                  | 16.ª (H)               | 4,40 m                 |                        |

### Mejores marcas
| Disciplina                           | Marca      | Lugar      | Fecha                    |
| ------------------------------------ | ---------- | ---------- | ------------------------ |
| 200 metros lisos (exterior)          | 26,86 s    | Eskilstuna | 5 de septiembre de 2009  |
| 800 metros lisos (pista cubierta)    | 2:39,77 m. | Norrköping | 13 de febrero de 2011    |
| 60 metros vallas (pista cubierta)    | 26,86 s.   | Norrköping | 13 de febrero de 2011    |
| 100 metros vallas (exterior)         | 14,81 s.   | Vellinge   | 28 de agosto de 2011     |
| Salto de altura (exterior)           | 1,61 m     | Eskilstuna | 5 de septiembre de 2009  |
| Salto de altura (pista cubierta)     | 1,60 m     | Gotemburgo | 26 de marzo de 2011      |
| Salto con pértiga (exterior)         | 4,83 m     | Norrköping | 1 de agosto de 2020      |
| Salto con pértiga (pista cubierta)   | 4,75 m.    | Bærum      | 10 de febrero de 2019    |
| Salto de longitud (exterior)         | 5,54 m.    | Västerås   | 11 de septiembre de 2010 |
| Salto de longitud (pista cubierta)   | 5,73 m.    | Estocolmo  | 20 de febrero de 2011    |
| Lanzamiento de peso (pista cubierta) | 9,63 m.    | Norrköping | 12 de febrero de 2011    |
| Pentatlón                            | 3350 pts.  | Norrköping | 12 de febrero de 2011    |